# 2024年9月澳門
2024年9月澳門是指澳門在2024年9月發生的重大新聞事件。

## 9月1日
- 澳門輕軌協和醫院站局部啟用[1]。
- 2024年夏季奥林匹克运动会中国代表团65名精英運動員及8名教練員繼續展開訪澳行程，上午先到奧林匹克體育中心室內體育館與澳門青年學生、一眾本地精英運動員進行交流。代表團成員下午分成三隊分別參觀媽閣塘片區、福隆新街步行區及大炮台花園。晚上出席由特區政府主辦在澳門東亞運動會體育館舉行的“我們的驕傲—國家奧運健兒代表團澳門聯歡晚會”[2]。
- 岑浩輝競選辦公室表示，第六任行政長官參選人岑浩輝為更廣泛聽取意見，自即日起，歡迎社會各界人士提書面意見。其中在8月30日拜會文化界選委，聽取有關新聞及文化事業未來發展的意見和建議[3]。
- 澳門旅遊局表示，暑假期間整體旅客客況理想，總客量達預期目標。7至8月份基本恢復2019年同期水平，8月份超過2019年同期水平。根據臨時數據顯示，2024年7月1日至8月31日期間，共錄得近668.5萬旅客人次，日均10.8萬人次。對比2019年同期的715.3萬人次，已恢復93.4%接近持平的水平[4]。

## 9月2日
- 新學年全澳有約八成學校開學，多間學校按照不同的教育階段班級作錯峰安排，加上兩巴加開巴士班次疏導候車乘客、又在主要站點安排車長協助乘客上車，各區交通在上午尖峰時間大致暢順，各口岸通關秩序大致良好[5]。
- 中港澳三地政府簽署《國家疾病預防控制局、香港特別行政區政府醫務衞生局、澳門特別行政區政府社會文化司關於傳染病突發公共衛生事件應急機制的合作協議》，旨在加強三地在應對重大傳染病突發公共衛生事件領域的合作與交流，按照“一國兩制”原則，根據相關法律、法規，共同應對重大的傳染病爆發流行，切實保障民眾的健康和生命安全，維護社會穩定和經濟持續發展[6]。
- 國家奧運健兒代表團展開訪澳最後一日行程，上午“兵分三路”分別探訪工聯氹仔湖畔綜合服務中心、婦聯樂滿家庭服務中心、街總石排灣家庭及社區綜合服務中心。期間，運動員參觀了社會服務機構的設施，並與市民展開親切交流和互動。此外，還與市民玩遊戲、對打乒乓球、製作燈籠和月餅等，向澳門廣大市民送上愛心、節日問候及關懷。中午出席特區政府舉辦的歡送午宴，隨後各運動員分別經澳門國際機場或港珠澳大橋澳門邊檢大樓離澳[7]。

## 9月3日
- 特區政府展開跨部門聯合清遷行動，收回孫逸仙大馬路與科學館圓形地旁一幅面積約13702平方米被佔用的國有土地[8]。
- 土地工務局網站發布題為「特區政府有序編製各區詳細規劃」的「工務資訊」。該局指出，目前正在開展「外港區-1」、「外港區-2」、「北區-1」、「氹仔中區-2」詳細規劃編製工作[9]。
- 受風暴影響，澳門旅遊局宣佈第32屆澳門國際煙花比賽匯演首兩場於9月7日舉行的開幕演出延期舉行[10]。
- 澳門城規會討論五份規劃條件圖草案，其中一幅土地位於石排灣公屋群外圍，鄰近石排灣輕軌站。當局建議土地用途為居住、商業、旅遊娛樂，將建樓宇限高為海拔九十米，引起當區居民提出意見作出反對，建議應考慮優先興建康樂用地包括泳池及球場等，了解，相關土地自判給以來已超過五十年，但至今尚未按規劃加以利用，是否應按《土地法》宣告判給失效。建議相關部門重新審查判給情況，以便釋放土地資源，讓其得到更有效的利用[11]。

## 9月4日
- 受超強颱風摩羯影響，地球物理氣象局於5日凌晨改發三號風球，又預計將澳門以南300公里範圍內掠過，當時預計5日晚上發出八號風球機會為中等至較高[12]。
- 澳門城規會討論五份規劃條件圖草案，有委員關注鄰近輕軌石排灣站項目土地被土地工務局降低最大許可地積比率。工務局城市規劃廳廳長梁耀鴻解釋，石排灣人口已經不少，路環亦不適合太高居住密度，所以降低新建住宅樓宇地段的最大許可地積比率。至於石排灣被指缺乏康體設施，梁耀鴻表示，將對區內未發展土地作出規劃、評估，亦會與其他部門考慮增加行人過路設施，令到居民更方便往返石排灣周邊的康體設施[13]。
  - 澳門連續第二年獲選為“最佳亞洲會議城市” Best Convention City (Asia)[14]。

## 9月5日
- 受超強颱風摩羯影響，地球物理氣象局於當晚10時發出八號東北風球，澳門特區隨即根據法律進入「即時預防狀態」[15]。
- 澳門司警聯同中國公安破獲網上投資集團，拘捕二十三名疑犯移送檢察院後，再拘捕多5名骨幹成員，再有三十多名本地居民被騙共二千七百萬元，司警對案件深入追查[16]。

## 9月6日
- 隨著超強颱風摩羯遠離，氣象局於下午2時改發三號風球，市面交通、商業及政府公共服務陸續恢復，不少打工一族出門返工，致市面交通秩序一度出現大混亂[17]。
- 「西灣大橋外觀美化工作」連同分三期的大橋「外圍翻新工程」已被公共建設局臨時接收，整項工程翻新為一億元[18]。至於「輕軌東線西延青茂口岸盾構隧道設計連建造工程 - 項目管理及技術援助服務」已經直接判給「廣州地鐵工程咨詢有限公司」，金額為4,678萬元，期限為1,800天，同時將「輕軌東線西延段（至青洲站）工程可行性研究」直接判給「中鐵大橋勘測設計院集團有限公司澳門分公司」，金額為848萬元，期限為90天[19]。

## 9月7日
- 澳門特區政府聯同澳門中華總商會擬於10月初推出「全城消費大獎賞」活動，預計整個活動為期約三個月，持續鼓勵居民在社區消費[20]。

## 9月8日
- 政府部門旗下公共停車場陸續引入“無感支付”功能。然而，有不少駕駛者反映各個公共停車場使用不同的無感支付平台。“各自為政”下，導致使用不便甚至混亂，希望當局整合及完善公共停車場無感支付平台[21]。
- 澳門旅遊局預計國慶黃金周七天假期預計日均有11.6萬旅客訪澳，雖然天氣酷熱，但沒有受到颱風吹襲或其他特別情況，所以整個暑假對於澳門來說都是「非常暢旺」的時期。至於澳門國際煙花比賽匯演新賽程於9月9日公佈[22]。
- 輕軌東線西延青茂口岸正式展開前期研究工作，並預留將來再延伸的條件；位於關閘的ES1站將向關閘邊檢大樓方向移動約80米，出入口設於關閘東側客運站上方，通過地下通道及天橋與關閘邊檢大樓直接相連[23]。
- 青茂口岸啟用3周年，邊檢累計驗放出入境旅客約6,800萬人次，暑假期間單日客流量最高到11.3萬人次[24]。

## 9月9日
- 《澳門特別行政區公報》刊出設定九澳南臨時疏濬物傾倒區的行政長官批示，有效期為三年，可續期[25]。
- 颱風過後澳門輕軌復運安排惹爭議，輕軌公司在官網回應指由於設施絕大部分暴露於戶外空曠環境，在受颱風等惡劣天氣情況時，容易受外來物件損壞。故此，在發出八號或以上風球時，基於乘客安全為前提，公司必須安排輕軌列車全線服務暫停，所有車站也會關閉；另基於工作人員安全考慮，只有當八號正式下調為三號時，才安排工程車輛沿線進行檢查，根據以往經驗全線檢查至於亦需兩小時，同時優化停運復運信息發佈安排[26]。

## 9月10日
- 首任澳門特別行政區終審法院院長岑浩輝取得383名特首選舉選委提名，將成歷來得到最多提名的唯一候選人。選管會將按法律審查提名表，也會審查他是否符合《憲法》、《基本法》、《選舉法》規定的參選條件[27]。
- 營地大街一間食店和新城市花園一個單位分別發生火警，食店火警波及隔鄰便利店，一名女職員吸入濃煙不適送院，食店及便利店為木結構舊平房，一樓以上完全燒毀，消防恐有倒塌危險，通知土地工務局人員到場跟進。台山新城市花園曾起火之單位，懷疑廚房燃氣式煮食爐機件故障引致，一名67歲住戶身體多處燒傷送院[28]。
- 經濟及科技發展局表示，爭取9月底推出「全城消費大獎賞」，並且會調動資源，推動該計劃的落實。活動將沿用周一至五消費後抽取電子優惠，周六、日核銷使用的模式，範圍將延伸至全澳各區[29]。

## 9月11日
- 地球物理氣象局在網站發出「氣候資訊」表示，根據政府間氣候變化專門委員會（IPCC）《第六次評估報告》（AR6）的氣候模式綜合研究推算，澳門在21世紀中末期將面臨高溫、極端降雨增加和海平面上升等氣候變化問題。若溫室氣體排放處於中等，澳門的海平面高度預計在2081至2100年上升約0.64米[30]。
- 九澳水庫將進行翻新重整有關營區設施，唯未提及營地擬重開之時間。「黑沙公園翻新工程」亦將展開，包括將公園內的四個球場以及裝飾柱樑和建築物的外牆一併翻新[31]。
- 近日有鄰近地區衛生部門通報的登革熱確診病例潛伏期內在澳門活動，澳門衛生局已在澳門青草街及周邊、關閘信達新邨及周邊等風險區域進行了防範性工作，未有發現任何確診病例[32]。
- “2024全球合法與可持續木業高峰論壇”開幕，主題為“攜手共建可靠、高效的全球木業供應鏈”。論壇吸引了來自超過40個國家和地區的約700位嘉賓，涵蓋國際組織、各國政府官員以及木業協會和企業代表出席[33]。

## 9月12日
- 理應以釉下彩繪製的街道名牌有在網上瘋傳出現名牌「脫落」，曝光實為「膠膜」貼上起引發熱議。自言素來嚴把關的市政署晚上發稿認確有其事，並與之切割，以「受害者」身分指控承判商涉嫌欺詐，已報警追究。不過，署方未有透露是何時報的警[34]。
- 2025年“東亞文化之都”授牌儀式在日本舉行，社會文化司司長歐陽瑜作為澳門特別行政區政府代表，接受頒授名牌，澳門正式當選2025年東亞文化之都城市，增添一張亮麗的“金名片”[35]。
- 2024年澳門特別行政區行政長官選舉提名期結束，共有11人領取行政長官候選人提名表，有1人提交提名表，岑浩輝共獲得386名選委提名[36]。
- 交通事務局：爭取全澳公共停車場12月均可使用Mpark無感支付[37]。
- 郵電局表示，收到法院通知後，會按法律規定對澳亞衛視啟動相關應對工作。當局在完成所有法律程序後，才能正式宣告澳亞衛視牌照失效[38]。至於3G牌照由於無收到任何營運商續期申請，意味將於2025年6月退場[39]。

## 9月13日
- 街道名牌劣質事件“越揭越臭”，最新是市政署「中招」被工程承判商欺詐，約四百個釉下彩澳門街道名牌變成「膠貼紙名牌」。行政法務司司長張永春昨形容案件很誇張、過分，已批示市署進行內部調查檢討並提交報告[40]。
- 2024年澳門特別行政區行政長官選舉唯一參選人岑浩輝正進行資格審查，管委會表示最快於9月18日公布相關審查決定，其後如無人提出異議，則最遲於9月20日公布「被確定性接納的候選人名單」[41]。

## 9月14日
- 第32屆澳門國際煙花比賽匯演開鑼，由加拿大和泰國的煙花公司打響頭炮[42]。火樹銀花嘉年華首度移師至澳門科學館海堤舉行[43]。

## 9月15日
- 西灣大橋翻新工程也爆質量問題，年初完成新油過漆的大橋主塔近期被發現多處露出疑似舊的油漆底，加上大橋欄杆也脫漆外露，引起網上熱議。公共建設局回應稱已於近日留意到有關主塔有「色差」的情況，會在保固期內「適時安排處理」，並澄清欄杆油漆還未開工程翻新[44]。
- 社會工作局表示，東北大馬路長者公寓已有900多個單位完成揀樓，共涉及1,300多人；預計10月中旬起陸續分批安排申請人簽署協議書和入住[45]。
- 中國大陸中秋節連假首日，據警方初步統計共12.5萬人次入境，出入境口岸共錄得67萬人次出入境[46]。

## 9月16日
- 澳門協和醫院正式開業[47]。政府舉行開業儀式，特首賀一誠致辭時表示，隨着澳門協和醫院的成立，澳門未來定將更好地融入大灣區國家戰略，充分發揮獨特的區域優勢，推動本地高端旅遊醫療等大健康產業的發展；同時，助力建設本澳醫學教育事業，推動醫學科研成果的轉化，更好地擦亮澳門國際大都市的「金名片」[48]。
- 保安司公佈上半年罪案統計，保安司司長黃少澤繼拒絕參選新一任特首後，被到來屆會否繼續擔任保安司司長一職，保安司司長黃少澤笑著坦言，這要視乎中央政府和新任行政長官，而他個人當然是非常樂意和榮幸的[49]。統計方面，上半年共開立刑事調整案件超過7,100宗，按年增加15%，電訊網絡詐騙持續增加[50]。
- 彩街名牌變「貼紙名牌」惹起全城熱話，澳門司警表示已於9月13日接獲對方公函舉報，而案件目前調查中，有結果就會公布。另外，市政署重申署方密切跟進街道名牌問題。現時署方已派員進行排查，對於出現剝落現象的街道名牌採取臨時補救措施，以確保街道名牌的指示功能，爭取同年第四季完成更換[51]。

## 9月17日
- 橫琴粵澳深度合作區掛牌成立3周年。截至2024年7月超過1萬名澳門居民在深合區居住，就業人數為5,098人[52]。
- =* 澳門街道名牌欺詐事件，司警接報調查後，分別拘捕一判公司和二判公司兩名項目負責人，案件仍在調查中，司警不排除有其他人涉案[53]。
- 受高空反氣旋影響，澳門中秋節天氣非常炎熱，地球物理氣象局錄得34.6度，為過去72年來最熱的中秋節[54]。
- HUSH!! 沙灘音樂會 x Yo~ga 瑜伽運動節2024將於 11 月 9日 至 10 日在黑沙海灘舉行，帶來各種多元音樂和海陸康體運動等休閒體驗，以音樂和運動舞台點燃澳門最長沙灘海岸綫，打造大型戶外音樂與瑜伽運動跨界盛事，展現澳門的城市創意和文旅活力[55]。
- 審計署審計《康復服務十年規劃》的跨部門策導小組和已解散的跨部門研究小組，其在視障人士無障礙步行設施相關方案的工作，發現其規劃內容不明確，而監督及匯報執行把關寬鬆，最終是質與量實際都不達標，公帑耗費了但無法為視障人士帶來便利之作用，實有較大的改善空間[56]。另曝光了交通事務局「優秀」的辦公作風，其把其他部門按《康復服務十年規劃》開展的工作，乃至其他部門非因《規劃》或屬日常職能而開展的工作，匯報作其已負責執行之工作，最終更導致其自身負責項目以百分百之完成率呈報予上級[57]。

## 9月18日
- 岑浩輝獲選舉管理委員會公告其通過資格審查，被接納成為被提名人，成為2024年澳門特別行政區行政長官選舉唯一參選人[58]。當中選委兼澳門立法會直選議員林宇滔是其中一名沒有提名，他表示認同對方的八字參選理念，但他總的是希望行政長官選舉是有競爭的，不應爭取提名至成為一定不會有對手的唯一被提名人[59]。
- 澳門協和醫院將實施三級收費，第一級為免費醫療，對象為現時享有免費公營專科醫療服務的澳門居民，經衛生局轉介至澳門協和醫院後，可繼續享有與現時相同的免費醫療服務；第二級收費包括澳門居民等在澳長期逗留人士，一如現時使用政府醫療服務可享七折；第三級則為屬私人服務的國際醫療，相關詳情有待公佈[60]。

## 9月19日
- 澳氹第四條跨海大橋「澳門大橋」在八號風球下能否開放正常通行，公共建設局表示會先收集數據經歷颱風的數據，了解其風障效果，尤其是八號風球情況下，分析相關數據後再決定甚麼情況下才可繼續開放通行[61]。
- 新城A區多條道路於9月21日開通，包括連接港珠澳大橋珠澳口岸的第二條連接通道「風順大馬路」一段行車天橋啟用，多處交通燈亦同步啟用[62]。對於新城A區早前在暴雨下出現路陷，公共建設局表示事後當局已加強這類工程之檢查監測，相信有關路陷情況不會再出現[63]。
- 聚易用聚合支付正式在橫琴粵澳深度合作區澳門新街坊內試行上線，消費者可在“澳門新街坊”內商戶使用澳門元、人民幣作小額移動支付，藉此切實助力粵澳民生融合發展[64]。首家進駐澳門新街坊商業街的超級市場“萬利超市”同日起正式開業迎客[65]。

## 9月20日
- 岑浩輝被確認並正式成為2024年澳門特別行政區行政長官選舉唯一候選人[66]。
- 由市政署及澳門口述歷史協會主辦的《慶祝中華人民共和國成立七十五周年暨澳門特別行政區成立二十五周年—－澳門國慶牌樓回顧展》於市政署大樓畫廊開幕，展覽分為四個展區，分別為「時空記憶‧歷史上的澳門國慶牌樓」、「家國情懷‧那年‧那人‧那牌樓」、「影像記憶‧口述訪談」、「趣味互動‧教育區域」，搜羅上世紀40年代至70年代，澳門同胞慶祝國慶所搭建牌樓之珍貴相片、設計圖及匠人訪談，內容珍貴豐富[67]。
  - 輕軌東線西延被指不是採取公開招標進行，公共建設局表示，為了快速推動項目的規劃，更好銜接東線工程，特區政府透過合適的法定招標方式進行「詢價招標」[68]。
- 中國大陸國慶假期期間，氹仔舊城區再度設立臨時行人專用區[69]。
- 祐漢新邨重建有新進展，澳門都市更新股份有限公司已完成支援全數7個地塊合共46棟樓宇的業權人召開分層建築物所有人大會，籌組管理機關（俗稱管理委員會）。重建規劃採用「垂直都市」概念，把各低層樓宇整合為高層樓宇，每棟樓高三十層，原單位數量不變，並設有地庫停車場、裙樓及居住塔樓。部分沿街的裙樓設計退縮綠化平台，透過垂直綠化，在天橋連廊、綠化步行街等位置，延伸綠色元素至片區生活圈[70]。

## 9月21日
- 新城A區多條新道路開通，當中風順大馬路即口岸人工島至A區接駁橋同日開通，有司機認為，前往出境大堂路線較以往迂迴，亦有司機認為開通新路有助分流[71]。
- 微信支付旗下小程序搭車碼正式擴展至澳門巴士乘車碼，由9月24日0時起開放供中國大陸及香港版本人士使用[72]。

## 9月22日
- 俗稱350的副學士文憑及高等專科學位學歷程度的綜合能力評估開考考試開考，合共6,508人報考，出席應考人數共3,907人，出席率為六成，預計10月下旬公佈最終成績[73]。
- 友誼大橋和友誼橋大馬路先後發生生交通意外，導致十二人受傷事故。一輛泥頭車行駛中兩個車轆甩脫，其中一車轆衝向對面線撞毀一輛行駛中私家車車頭，車上一家四口不同程度受傷送院。另一宗有三輛私家車和一輛的士相撞，五男三女受傷。兩宗事故傷者均為輕傷，警方調查事故原因及檢控泥頭車司機[74]。

## 9月23日
- 第五任行政長官賀一誠宣布，計劃籍澳門特別行政區成立二十五周年紀念之際，率先推出「數字澳門元」項目原型系統的公開演示。澳門金融管理局補充，項目正有序開展，當局會為其日後正式推出妥善做好各方面的準備，並未提具體推出時間[75]。
- 「第二屆中國──葡語國家中央銀行及金融家會議」於銀河國際會議中心舉行，中國及九個葡語國家的中央銀行行長、副行長及行長代表首次齊聚澳門，共同探討推動中葡金融合作[76]。
- 2024年澳門特別行政區行政長官選舉唯一參選人岑浩輝競選網站正式上線[77]。
- 澳門特別行政區成立二十五周年紀念官方標誌正式發布，以數字“25”和金蓮花的花瓣形狀作為設計核心元素，主色“金色”代表澳門的盛世蓮花，澳門的繁榮昌盛與祖國血脈相連，金蓮花作為澳門的象徵之一，寓意繁榮、美麗和幸福，標誌融合了中華傳統文化與澳門的多元特色，具有一種噴薄而出的動感，祝福澳門生生不息不斷前行，城市發展再創輝煌[78]。
- “全城消費大獎賞”大型促消費活動提前在9月30日起推出，為期13周至同年12月29日，預算開支1億澳門元。為慶祝中華人民共和國國慶75周年，在上述一億澳門元的基礎上，於活動首周多加一千萬澳門元（即整個活動預算開支約1.1億澳門元）[79]。

## 9月24日
- 澳門金融管理局表示，當局分項目開發、內部測試及公開測試三階段推進「數字澳門元」研發構建工作，首階段由中國銀行澳門分行參與發行和營運[80]。
- 網絡安全委員會召開年度全體會議，會上審議了《2023年度網絡安全總體報告》、討論澳門維護網絡安全工作的最新情況、探討加強粵港澳網絡安全領域交流合作等事宜，並規劃部署後續的網絡安全重點工作計劃。主席兼特首賀一誠表示，2024年是“雙慶年”，維護網絡安全是確保各項關鍵任務和慶典活動順利、圓滿舉辦的重點工作之一，各部門必須切實加強有關措施，防範化解各類網絡安全風險[81]。
- 土地工務局及保安司回覆兩位澳門立法會直選議員有關珠海灣仔至澳門內港／媽閣河底行人隧道興建書面質詢時表示，行政當局曾指出「河底隧道須待確定新增口岸的必要性後，才會開展後續工作」，目前並沒改變，亦沒有工作時程。保安司司長辦公室表示，質詢所提及灣仔至媽閣的出入境邊防檢查站及河底隧道的預留用地，屬珠海市人民政府的城市規劃事宜，保安範疇將按澳門特區政府總體規劃作出配合[82]。
- 東北大馬路長者公寓公共停車場開放使用，提供479個輕型汽車及摩托車泊車位[83]。
- 特區政府近日向社會各界發邀請函，公佈10月1日上午11時舉行澳門大橋落成典禮，通車日期仍有待公佈[84]。

## 9月25日
- 中國銀行澳門分行表示，「數字澳門元（e-MOP）」項目首階段由該行進行公開展示，次階段的內部封閉試運行將以白名單的方式開展，預計2025下半年啟動[85]。
- 助理檢察長江志因受賄瀆職案有關澳門特別行政區檢察院的上訴，結果維持原判。江志原代表律師之一何金明被傳捲入江案，其律師職務被中止，而律師公會網站上的律師名單已無其名字[86]。
- 俗稱Jetforil的波音929近日復航往返港澳，有消息指「Jetfoil噴射船」一直未有復航的原因是受外港淤泥影響，就算現在復航，都只能在漲潮時段進出澳門。海事及水務局回覆查詢時指，由於澳門位處珠江口容易淤積泥沙，所有航道均為人工疏濬的航道，一直安排疏濬工作[87]。
- 澳門半島南岸海濱綠廊二期工程進行公開招標，於10月30日截標，11月1日開標，內容包括建造單車徑、海濱步道、親水綠化階梯、休憩區和釣魚平台[88]。

## 9月26日
- 位於新城A區的B4地段公共房屋上蓋建造工程月內已完成，另位於港珠澳大橋澳門邊檢大樓人工島內的新燃料中途倉也同步落成，A區所有經屋均以「東」字為開頭命名[89]。
- 東北大馬路長者公寓舉行揭牌儀式，將於10月15日起投入服務[90]。樓高37層共提供1,815個住宿單位，包括單床房及雙床房，各單位已設有統一基本裝修並引入無障礙設備及設計，配套設施包括日間中心、會所等，而位於一樓的酒樓、茶餐廳及飯堂將陸續開業，由萬豪軒餐飲營運[91]。

## 9月27日
- 連接新城A區至氹仔北安新填海區的澳門大橋宣佈於10月1日下午2時通車[92]。交通事務局預計友誼圓形地一帶塞車問題將會增加，計劃取消圓形地地面至A區轉向，以及取消圓形地兩組交通訊號燈[93]；另增設103X路線點對點往返港珠澳大橋澳門邊檢大樓及輕軌氹仔碼頭站，部分行經友誼大橋的巴士路線以及來往路氹城的發財車亦將改經澳門大橋往返澳氹[94]。
- 完成翻新維護工程不足一年的「盛世蓮花」雕塑敵不過鳥糞而出現腐蝕，市政署必須臨時圍封進行清潔及修護，但未有提及是否與2023年工程質素有關[95]。
- 為慶祝中華人民共和國國慶，兩間巴士公司新福利及澳巴以及澳門輕軌推出免費乘車日，其中兩間巴士公司於10月1日營運日首班車至尾班車期間免費乘坐；澳門輕軌股份有限公司亦宣佈另配合澳門大橋舉行健步行活動，於9月29日至10月1日期間免費乘車[96]。

## 9月28日
- 2024年澳門特別行政區行政長官選舉政綱宣講及答問大會舉行，唯一候選人岑浩輝向行政長官選舉委員會委員介紹政綱，並回答選委提問。提出以滿足居民對美好生活的期盼為施政最大追求，並闡述五大施政構想和四項願景：法治澳門、活力澳門、文化澳門、幸福澳門[97]。

## 9月29日
- “齊賀澳門大橋開通健步行”舉行，吸引約21000市民參與，由澳門大橋連接氹仔北安引橋處出發，步行至澳門大橋接近A區引橋的位置再折返至氹仔北安起點，全程約6公里[98]。
  - 澳門輕軌免費乘車日首日，一輛輕軌列車於下午1時許在東亞運站出現故障，隨後在下午2時47分宣佈氹仔線來往海洋站至氹仔碼頭站服務暫停，隨後在下午4時10分左右恢復正常，有乘客對輕軌服務突然暫停感到不滿，認為應提供巴士接駁[99]。

## 9月30日
- 福隆新街步行區活化計劃惹爭議，文化局表示在國慶後「釋放」新填巷、爐石塘巷，方便上落客貨，但至9月30日當天仍未落實，眾多福隆新街商戶貼出「要求政府立即兌現承諾」的「大字報」[100]。
- 澳門上葡京綜合渡假村發生致命工業意外，一名男外僱被發現從地盤二至三樓位置墮下，送院搶救證實死亡。司警檢查死者身上穿有安全帶，屍體表面沒有發現明顯涉及刑事傷痕，確實死因有待法醫檢驗後確定。
- 位於青洲坊大廈第二廈一樓B的青洲坊圖書館啟用，取代原位於美居廣場啟用近30年的青洲圖書館[101]。
- 澳門輕軌氹仔線於9月28日下午出現列車故障，運輸工務司司長羅立文認為故障與載客量多無關，但無法掛保證會否再度出事，至於增加入閘支付方面一定要全部一起做，不能只在新的站線去做，不然就會不統一，易讓人混淆[102]。對於澳門大橋電單車專道出事故或要兩線全封以進行救援處理，羅司回應指封線乃至封橋不是大問題，重要是能處理、救援得到，若要求大橋設計萬事皆可解決，則投入多少錢也不夠[103]。
- 全長2.2公里的澳門輕軌橫琴線工程竣工及完成驗收，同日公共建設局正式移交予澳門輕軌股份有限公司進行後續通車前的試營運工作[104]。